# حافظه اس‌دی
حافظه اس‌دی (به انگلیسی: Secure Digital) یا (مخفف انگلیسی: SD) یک فرمت از کارت‌های حافظه غیرفرار است که به‌طور گسترده در وسایل قابل حملی چون تلفن همراه، دوربین دیجیتال، کنسول بازی دستی، تبلت و ابزار راهیابی جی‌پی‌اس استفاده می‌شود. حافظه اس‌دی اکنون دارای چهار خانواده و ۳ شکل اصلی است.
این استاندارد در اوت ۱۹۹۹ توسط سن‌دیسک، پاناسونیک (ماتسوشیتا) و توشیبا به‌عنوان یک پیشرفت در کارت‌های چند رسانه ای (MMC) معرفی شد. در ژانویه ۲۰۰۰، این شرکت‌ها انجمن اس‌دی (SDA) را تشکیل دادند، یک سازمان غیرانتفاعی برای ایجاد و ترویج استانداردهای کارت اس‌دی. این انجمن تا سال ۲۰۲۳ تقریباً ۱۰۰۰ شرکت عضو دارد. از چندین نشان تجاری متعلق به SD-3C برای اعمال انطباق با مشخصات خود و نشان دادن سازگاری استفاده می‌کند.

## دسته‌بندی‌ها

### خانواده‌های حافظه اس‌دی
1. ظرفیت نرمال و اصلی (به انگلیسی: original Standard-Capacity) (مخفف انگلیسی: SDSC)
2. ظرفیت بالا (به انگلیسی: the High-Capacity)(مخفف انگلیسی: SDHC)
3. ظرفیت بسیار بالا (به انگلیسی: the eXtended-Capacity) (مخفف انگلیسی: SDXC)
4. (مخفف انگلیسی: SDIO)

### اشکال حافظه اس‌دی
1. اندازه اصلی (به انگلیسی: original size)
2. اندازه کوچک (مینی) (به انگلیسی: the mini size)
3. اندازه بسیار کوچک (میکرو) (به انگلیسی: the micro size)

از مجموعه خانواده و گونه‌های گفته شده ترکیب‌های زیادی ساخته شده است. این حافظه‌ها گاهی در ایران به اشتباه رم خوانده می‌شوند.

### کارت‌های SDIO

لوگوی Secure Digital Input Output (SDIO)

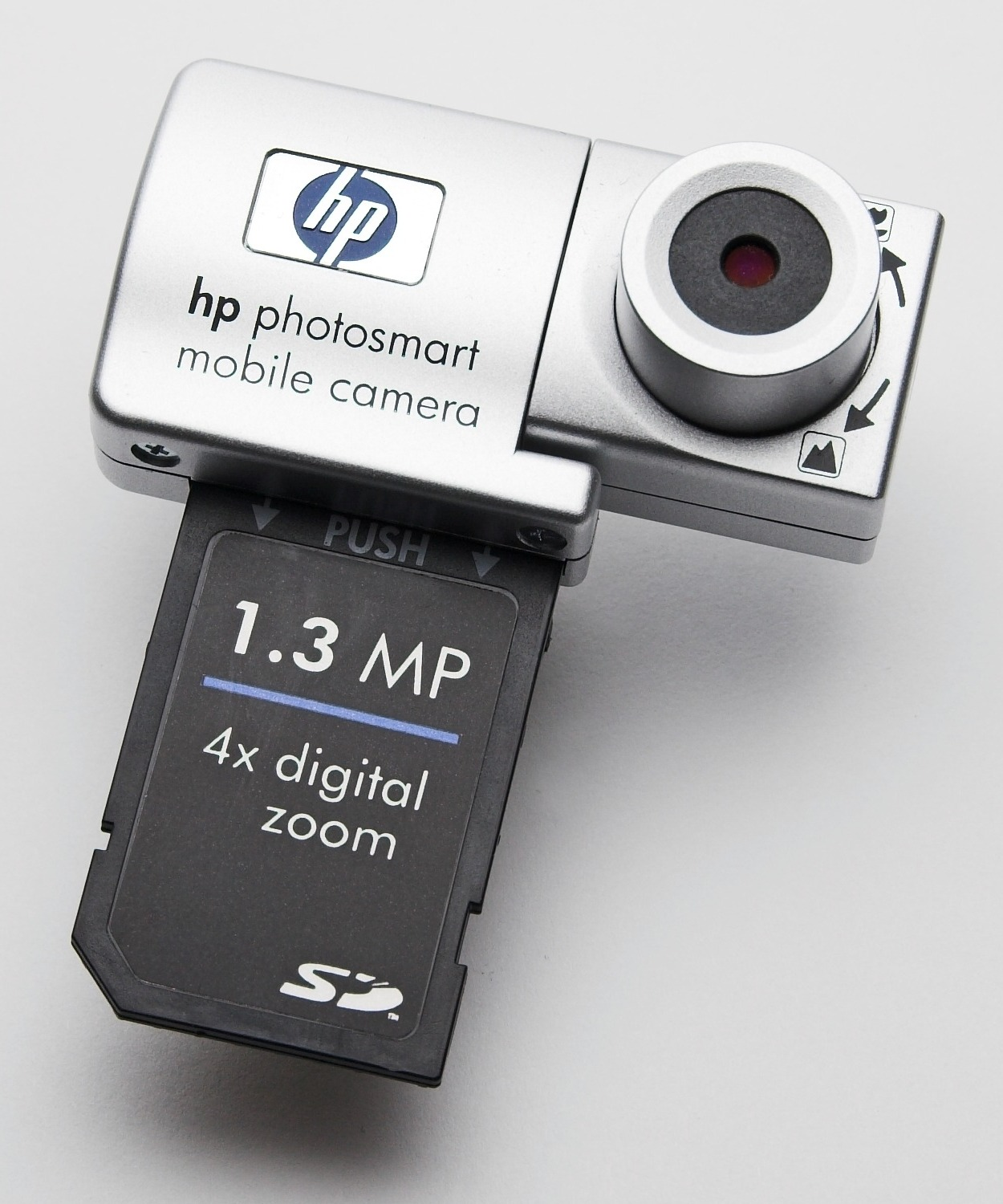
دوربینی که با استفاده از رابط SDIO به برخی از دستگاه‌های اچ‌پی آی‌پک متصل می‌شود

یک کارت ورودی/خروجی دیجیتال امن در عمل مشخصات پایه‌ای اس‌دی است که برای پشتیبانی از عملکردهای ورودی/خروجی طراحی و گسترش داده شده است. کارت‌های SDIO تنها در میزبان‌هایی که برای پشتیبانی از این عملکردهای ورودی/خروجی ساخته شده‌اند (معمولاً PDAها مانند پالم تریو و گاهی لپ‌تاپ‌ها یا تلفن‌های همراه) به‌صورت کامل کار می‌کنند.
چنین دستگاه‌هایی می‌توانند شکاف اس‌دی را برای استفاده از خدمات گیرنده/فرستنده‌های جی‌پی‌اس، مودم‌ها، بارکدخوان‌ها، تیونرهای اف‌ام، گیرنده تلویزیون، آراف‌آی‌دی، دوربین دیجیتال و رابط‌هایی مانند وای-فای، بلوتوث، اترنت و ایردا به‌کار بگیرند. پیشنهادهای بسیاری برای کاربردهای دیگر SDIO ارائه شده‌اند، اما در حال حاضر اتصال بیشتر دستگاه‌های ورودی/خروجی از طریق رابط یواس‌بی انجام می‌شود.
کارت‌های SDIO از بیشتر دستورهای حافظه کارت‌های اس‌دی پشتیبانی می‌کنند. این کارت می‌تواند به‌صورت هشت کارت منطقی پیکربندی شود. بااین حال، شیوه متداول استفاده از این قابلیت آن است که به‌صورت یک کارت ورودی/خروجی و یک کارت حافظه پیکربندی شود.
رابط‌های SDIO و اس‌دی از نظر مکانیکی و الکتریکی یکسان هستند. دستگاه‌های میزبان ساخته‌شده برای کارت‌های SDIO معمولاً کارت‌های حافظه اس‌دی بدون عملکرد ورودی/خروجی را نیز پشتیبانی می‌کنند. اما عکس آن صادق نیست، زیرا برای استفاده از عملکردهای ورودی/خروجی کارت، نیاز به درایورها و نرم‌افزارهای مناسب در دستگاه میزبان است. برای نمونه، یک دوربین SDIO اچ‌پی معمولاً در دستیارهای دیجیتال شخصی‌ که آن را به‌عنوان لوازم جانبی در فهرست خود جای نداده‌اند، کار نمی‌کند. وارد کردن یک کارت SDIO در هر شکاف اس‌دی، به دستگاه میزبان آسیبی وارد نمی‌کند و اختلالی نیز ایجاد نمی‌شود، اما ممکن است کاربر از اینکه کارت SDIO در شکافی به‌ظاهر سازگار، عملکرد ناقصی دارد، ناامید شود. (دستگاه‌های یواس‌بی و بلوتوث هم مشکلات سازگاری مشابهی نشان می‌دهند، اگرچه به دلیل وجود کلاس‌های دستگاه USB و پروفایل‌های بلوتوث استاندارد، این مشکلات کمتر رخ می‌دهد.)
خانواده SDIO شامل کارت‌های کم‌سرعت و پرسرعت است. هر دو نوع، رابط SPI و گذرگاه یک‌بیتی SD را پشتیبانی می‌کنند. برخلاف کارت‌های SDIO پرسرعت که ملزم به پشتیبانی از گذرگاه چهاربیتی SD هستند، کارت‌های SDIO کم‌سرعت مجاز هستند گذرگاه چهاربیتی اس‌دی را هم پشتیبانی کنند؛ اما ملزم نیستند. برای استفاده از کارت SDIO به‌عنوان یک «کارت ترکیبی» (ترکیب حافظه و ورودی/خروجی)، لازم است که دستگاه میزبان ابتدا حالت گذرگاه چهاربیتی اس‌دی را انتخاب کند. دو ویژگی منحصربه‌فرد در کارت‌های کم‌سرعت SDIO عبارتند از: حداکثر فرکانس ۴۰۰ کیلوهرتز برای تمام ارتباطات، و استفاده از پایه شماره ۸ به‌عنوان «وقفه» برای شروع برقراری ارتباط با دستگاه میزبان.